# Deutsche Glasfaser Holding
Die Deutsche Glasfaser Holding GmbH ist ein 2011 gegründetes Telekommunikationsunternehmen. Der im Handelsregister eingetragene Sitz der Gesellschaft ist Borken, Nordrhein-Westfalen, die Verwaltungszentrale befindet sich in Düsseldorf. Das Unternehmen betreibt den Ausbau von FTTH-Glasfasernetzen bis in die Wohnung und ist Telekommunikationsdiensteanbieter in den Bereichen Internet, Fernsehen und Telefonie.

## Geschichte
Gegründet wurde Deutsche Glasfaser im Jahr 2011 von der niederländischen privaten Investmentgesellschaft Reggeborgh, die in den Niederlanden mit der Unternehmenstochter Reggefiber schon einige Jahre zuvor im Bereich des FTTH-Ausbaus tätig war und dabei ca. 2,5 Millionen Glasfaseranschlüsse anlegte, was etwa 30 % der niederländischen Haushalte umfasste. Zunächst wurde der Glasfaserausbau schwerpunktmäßig in Nordrhein-Westfalen, Niedersachsen, Schleswig-Holstein und Bayern realisiert.
Ab 2015 war der amerikanische Investor Kohlberg, Kravis, Roberts und Co. Mehrheitsgesellschafter, neben der Reggeborgh-Gruppe als Minderheitsanteilseigner. Deutsche Glasfaser standen dadurch etwa 1,5 Mrd. Euro Investitionskapital für die Expansion in Deutschland in den folgenden Jahren zur Verfügung. Darüber hinaus sollen auch Fördergelder beantragt werden. Seit 2016 verfolgt das Unternehmen den deutschlandweiten Ausbau von Glasfasernetzen.
Im Juli 2017 kündigte Deutsche Glasfaser die Übernahme der Unser Ortsnetz GmbH an. Die Marke Unser Ortsnetz wurde aufgegeben und Bestandskunden in die Technologie der Deutschen Glasfaser migriert.
Im Mai 2020 erlaubte das Bundeskartellamt die Übernahme der Deutschen Glasfaser durch den schwedischen Finanzinvestor EQT und den kanadischen Pensionsfonds Omers sowie die Fusion der Deutschen Glasfaser mit ihrem Mitbewerber inexio Informationstechnologie und Telekommunikation GmbH mit Sitz in Saarlouis. Das fusionierte Unternehmen ist nach der Deutschen Telekom und Vodafone der drittgrößte Glasfaseranbieter Deutschlands. Nach der Übernahme kam es zu einer Reihe an Wechseln in der Führungsspitze des Unternehmens. So verließ, unter anderen, der langjährige Geschäftsführer Uwe Nickl Deutsche Glasfaser. Sein Nachfolger Thorsten Dirks wurde anderthalb Jahre später, im August 2022, vom aktuellen Geschäftsführer Andreas Pfisterer abgelöst.
Ende 2022 gab das Unternehmen bekannt, dass im Rahmen einer Kooperation Vodafone ab Herbst 2023 Zugänge über das Netz der Deutschen Glasfaser anbieten werde. Im August 2023 wurde im Rahmen eines polizeilichen Einsatzes die Zentrale der Deutschen Glasfaser in Borken kurzzeitig geräumt. Ein verärgerter Anruf wurde zunächst als eine Bombendrohung bewertet.
Seit August 2024 ist die Deutsche Glasfaser Mitglied bei der Clearingstelle Urheberrecht im Internet.

## Tätigkeitsfeld
Das Unternehmen baut und betreibt ein eigenes Breitband-Glasfasernetz, das bis zu den einzelnen Wohnungen verlegt ist, d. h. auf der „Letzten Meile“ nicht auf die Anmietung von Leitungen der Deutschen Telekom AG angewiesen ist. Dieses steht anderen Telekommunikationsanbietern als offenes Netz zur Verfügung (sog. Open Access Network). Der Ausbau erfolgt in Kooperation mit den Kommunen und konzentriert sich auf Außenbezirke großer Ballungsräume. Vor dem Ausbau führt das Unternehmen zeitlich begrenzte Nachfragebündelungen durch. Erst wenn in dieser Phase eine gewisse Prozentzahl der Haushalte im potenziellen Ausbaugebiet einen Vertrag mit der Deutschen Glasfaser als Provider abschließen, findet der Ausbau statt. Oft gründen sich Bürgerinitiativen, die als Vermittler zwischen Bürgern, Lokalpolitikern und dem Unternehmen agieren.
Deutsche Glasfaser ist Mitgliedsunternehmen im Bundesverband für Breitbandkommunikation, der sich für den deutschlandweiten Ausbau von Glasfasernetzen und faire Wettbewerbsbedingungen auf dem Telekommunikationsmarkt einsetzt, sowie im Verband der Anbieter für Telekommunikations- und Mehrwertdienste.
Als Internet-Service-Provider vermarktet es Internet-, TV- und Telefoniedienstleistungen für Privatkunden. Im Februar 2017 hatte das Unternehmen entsprechend der Branchenorganisation FTTH Council Europe 70.000 Haushalte an sein Netz angeschlossen von etwa 235.000 daran anschließbaren Haushalten. Im Mai 2019 hatte das Unternehmen, nach eigenen Meldungen, 300.000 Vertragskunden und etwa 500.000 anschließbare Haushalte. Hinsichtlich der Breitbandversorgung auf dem Land wird die Deutsche Glasfaser inzwischen als wichtiger Wettbewerber der Deutschen Telekom gesehen.

## Kritik
Laut Verbraucherzentrale Bundesverband (VZBV) steigerten sich die Beschwerden gegenüber 2020 im Jahr 2022 auf mehr als das Vierfache und der Trend übermäßiger Steigerung setzte sich 2023 fort.
Insbesondere im Paderborner Umland kam es in der Vergangenheit zu Problemen mit der Deutsche Glasfaser. So wurde in Buke (Altenbeken) laut der Gemeinde schlecht gearbeitet. Auch in den Paderborner Ortsteilen Dahl, Benhausen und Neuenbeken kam es zu Problemen, teilweise mit fünfjährigen Wartezeiten.
2022 und 2023 wurden im Landkreis Böblingen in sehr vielen Ortschaften neue Projekte begonnen. Diese wurden alle nicht beendet, sondern sind auch teilweise mehr als ein Jahr nach Beginn als Straßenbauruinen mit offenen oder nur notdürftig geschlossenen Löchern Teil des Ortsbildes geworden. Von der DGF gibt es keine Erklärung und Aufarbeitung hierzu. Auch 2025 führte ein Ausbaustopp aufgrund der Insolvenz des Baupartners in 19 Ortschaften in Rheinland-Pfalz zu enttäuschten Reaktionen.
Im März 2025 kam es zu einem mehrtägigen Netzausfall in den Gemeinden Bornich und Weisel, da die Deutsche Glasfaser eine Stromrechnung nicht rechtzeitig beglich, und der Energieversorger daraufhin die Stromversorgung eines Glasfaserhauptverteilers stoppte.

## Auszeichnungen
- Wirtschaftsverband FTTH Council Europe: FTTH Operator Award 2017[33]
- Bester Regionaler Festnetzanbieter Connect Test 2022